# 杉江大輔
杉江“アマゾン”大輔（すぎえ“アマゾン”だいすけ、1980年10月12日 - ）は、日本の男性柔術家、総合格闘家。愛知県半田市出身。CARPE DIEM HOPE主宰。

## 来歴
半田市立乙川中学時代に柔道部に入部し、愛知県で個人55キロ級で3位、高校は柔道推薦で東邦高等学校に入学。卒業後は大学推薦の話があったものの、進学せずALIVEへ入会し、総合格闘技とブラジリアン柔術を始める。
2000年9月10日、全日本アマチュア修斗選手権ウェルター級に出場。決勝で門脇英基に判定勝ちし、優勝を果たした。
2001年2月18日、プロ修斗デビュー。
2002年5月28日、修斗で川尻達也と対戦し、TKO負け。
2004年3月28日、修斗環太平洋ウェルター級王座決定トーナメントの1回戦で雷暗暴と対戦し、判定負け。
2005年7月17日、PRIDE 武士道 -其の八-に緊急参戦。ジョシュ・トムソンに膝十字固めで一本負け。フィニッシュとなった膝十字固めで膝を負傷。この試合後、総合格闘技を離れしばらくは柔術、グラップリングに専念することとなった。
2005年7月28日から31日に行われた世界柔術選手権（ムンジアル）に初出場、黒帯レーヴィ級で初戦敗退。
2006年7月26日から30日に行われた世界柔術選手権に出場し、黒帯レーヴィ級の2回戦で、セルソ・ヴィニシウスに敗れた。
2007年8月23日から26日に行われた世界柔術選手権に出場し、黒帯レーヴィ級で2回戦敗退。
2007年12月23日から24日に行われた日本ブラジリアン柔術連盟主催の第1回全日本オープン選手権に出場。1日目のアダルト黒帯レーヴィ級では、決勝で大内敬に送り襟絞めで一本勝ちし優勝。2日目のアダルト黒帯アブソルート級では、決勝で廣瀬貴行にやはり送り襟絞めで一本勝ちし優勝を果たした。
2009年1月30日から2月1日にポルトガルで行われたヨーロッパ柔術選手権（ヨーロペウ）に出場し、黒帯レーヴィ級で準優勝（優勝はマイケル・ランギ）を果たした。
2009年6月、世界柔術選手権（ムンジアル）に出場し、黒帯レーヴィ級で2回戦敗退。
2009年11月23日、4年4か月ぶりの総合格闘技復帰戦となった修斗でパオロ・ミラノと対戦し、3-0の判定勝ちを収めた。
2015年5月17日、須藤元気がプロデュースするアマチュア柔術大会の一騎討 第二回大会に出場し、トーナメントでの3戦を全て一本勝ちし優勝を果たした。

## 人物・エピソード
- リングネームは仮面ライダーアマゾンから取ったもの。

## 戦績

### 総合格闘技
| 総合格闘技 戦績 | 総合格闘技 戦績 | 総合格闘技 戦績 | 総合格闘技 戦績 | 総合格闘技 戦績 | 総合格闘技 戦績 | 総合格闘技 戦績 |
| --------------- | --------------- | --------------- | --------------- | --------------- | --------------- | --------------- |
| 19 試合         | (T)KO           | 一本            | 判定            | その他          | 引き分け        | 無効試合        |
| 10 勝           | 0               | 4               | 6               | 0               | 1               | 0               |
| 8 敗            | 1               | 3               | 4               | 0               | 1               | 0               |

| 勝敗 | 対戦相手           | 試合結果                           | 大会名                                                                           | 開催年月日     |
| ×    | 遠藤雄介           | 5分3R終了 判定0-2                  | 修斗 SHOOTOR'S LEGACY 01                                                         | 2011年1月10日  |
| ○    | 小知和普           | 5分2R終了 判定3-0                  | 修斗 SHOOTO GIG CENTRAL Vol.21                                                   | 2010年10月24日 |
| ×    | 佐々木信治         | 5分3R終了 判定1-2                  | 修斗 SHOOTO GIG CENTRAL Vol.20                                                   | 2010年6月13日  |
| ○    | 田村ヒビキ         | 2R 4:09 腕ひしぎ十字固め           | 修斗 BORDER -season 2- 「波動」                                                  | 2010年3月28日  |
| ○    | パオロ・ミラノ     | 5分2R終了 判定3-0                  | 修斗 REVOLUTIONARY EXCHANGES 3                                                   | 2009年11月23日 |
| ×    | ジョシュ・トムソン | 1R 4:35 膝十字固め                 | PRIDE 武士道 -其の八-                                                            | 2005年7月17日  |
| ○    | カルター・ギル     | 1R 1:42 三角絞め                   | 修斗 SHOOTO GIG CENTRAL Vol.8                                                    | 2005年7月3日   |
| ×    | 石田光洋           | 5分3R終了 判定0-3                  | 修斗 WANNA SHOOTO 2004                                                           | 2004年11月12日 |
| ○    | 川勝将軍           | 5分3R終了 判定3-0                  | 修斗 SHOOTO GIG CENTRAL Vol.6                                                    | 2004年9月12日  |
| ×    | 雷暗暴             | 5分3R終了 判定0-3                  | 修斗 SHOOTO GIG CENTRAL Vol.5 【環太平洋ウェルター級王座決定トーナメント 1回戦】 | 2004年3月28日  |
| ○    | トム・カーク       | 1R 2:56 腕ひしぎ十字固め           | 修斗 SHOOTO GIG CENTRAL Vol.4                                                    | 2003年9月21日  |
| ○    | 大河内貴之         | 5分2R終了 判定3-0                  | 修斗 SHOOTO GIG CENTRAL Vol.3                                                    | 2003年3月30日  |
| ×    | 川尻達也           | 2R 4:19 TKO（マウントパンチ）      | 修斗 SHOOTO GIG EAST 09                                                          | 2002年5月28日  |
| ×    | 八隅孝平           | 1R 3:31 フロントスリーパーホールド | 修斗 SHOOTO GIG CENTRAL Vol.1                                                    | 2002年3月31日  |
| ×    | 山崎剛             | 2R 3:44 腕ひしぎ十字固め           | 修斗 SHOOTO GIG EAST 2001-06                                                     | 2001年10月23日 |
| ○    | 村濱天晴           | 1R 1:32 腕ひしぎ十字固め           | 修斗 SHOOTO GIG WEST Vol.2                                                       | 2001年9月23日  |
| ○    | 石田光洋           | 5分2R終了 判定3-0                  | 修斗 SHOOTO TO THE TOP                                                           | 2001年7月6日   |
| △    | 藤原正人           | 5分2R終了 判定0-0                  | 修斗 SHOOTO GIG EAST Vol.2                                                       | 2001年5月22日  |
| ○    | 椎木努             | 5分2R終了 判定2-0                  | 修斗 SHOOTO GIG WEST                                                             | 2001年2月18日  |

### グラップリング
| 勝敗 | 対戦相手                 | 試合結果                          | 大会名                                                                                 | 開催年月日     |
| △    | 小谷直之                 | 8分1R終了 時間切れ                | QUINTET FIGHT NIGHT 5 in TOKYO                                                         | 2020年10月27日 |
| △    | 小見川道大               | 4分1R終了 時間切れ                | QUINTET FIGHT NIGHT 5 in TOKYO                                                         | 2020年10月27日 |
| ○    | マックス・フェルナンデス | 1R 2:28 スリーパーホールド        | 修斗 SHOOTO GIG CENTRAL Vol.15 【グラップリングツアー プロフェッショナルクラスルール】 | 2008年8月3日   |
| ○    | バレット・ヨシダ         | 3R（4分/4分/2分）終了 ポイント8-1 | DEEP X 02                                                                              | 2007年12月2日  |
| ○    | アルバート・クレーン     | 5分2R終了 ポイント12-2            | 修斗 SHOOTO GIG CENTRAL Vol.11 【修斗グラップリングルール】                            | 2006年11月26日 |
| ×    | タクミ                   | 5分2R終了 ポイント0-1             | 修斗 SHOOTO GIG EAST 11 【修斗グラップリングルール】                                   | 2002年9月25日  |

## 獲得タイトル
- 全日本アマチュア修斗選手権 ウェルター級 優勝（2000年）
- アジア柔術選手権（アジアチコ） 黒帯レーヴィ級 優勝（2006年）
- Giグラップリング ライト級 優勝（2006年）
- ADCC JAPAN TRIAL 77kg未満級 優勝（2007年）
- アジア柔術選手権 黒帯レーヴィ級 優勝（2008年）